# Braslovče
Braslovče – wieś w Słowenii, siedziba administracyjna gminy Braslovče. 1 stycznia 2017 miejscowość liczyła 383 mieszkańców.
Braslovče są jedną z najstarszych miejscowości położonych w dolinie Sawinji. Pierwsza wzmianka o tym miejscu pochodzi z 1140, wówczas Braslovče, wtedy pod nazwą  Fraslov, znajdowały się w Hrabstwie Celje. W czasach panowania hrabiów Celje Braslovče otrzymały prawa handlowe i godło. Nieopodal Braslovče w kierunku południowo-zachodnim znajduje się XII wieczny zamek Grad Žovnek.